# ノルマン種 (牛)

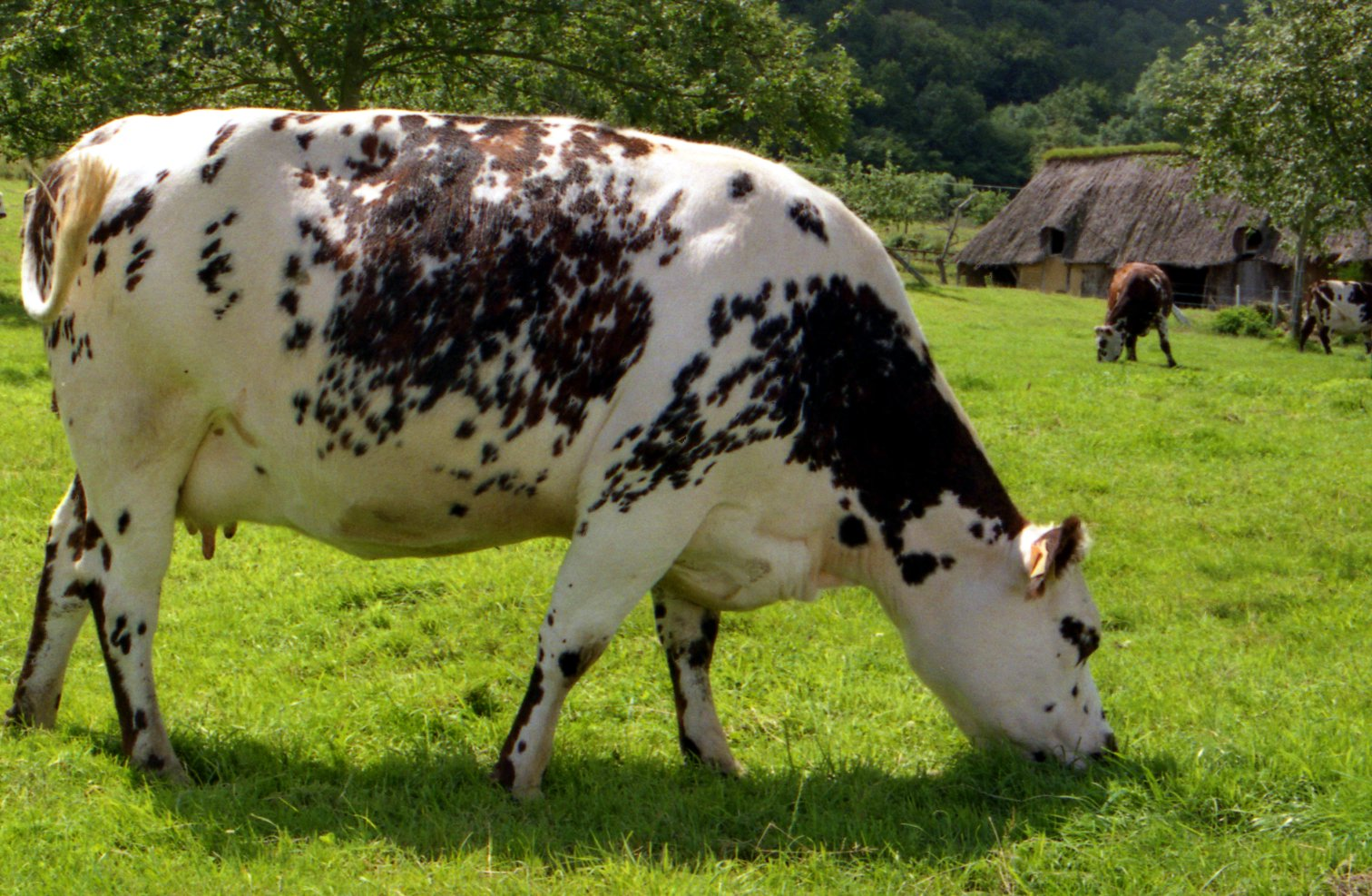
ノルマン種の牛

ノルマン種、ノルマンド種、ノルマンディ種（ - しゅ、フランス語: normande）は、ヨーロッパの乳肉兼用種の牛である。外見は頭と腹は白色で、他は黒い模様が散っている。パンダ牛という通称もある。角は短い。
ノルマンディ地方において生産されるカマンベール・ド・ノルマンディの要件として AOC では原料乳の品種は規定されていないが、本項目のノルマン種およびプリム・ホルスタイン種の乳が使われるケースが多い。バターの原料にも使われる。食肉としての肉質は、多めに脂肪が入っており硬くなく、また風味もあるとされ、「つるりとなめらか、品のいい味わい」との評もある。
元々この地方に生息していたのではなく、10世紀ごろにヴァイキングによって移入された。森永乳業が2014年に発表したレポートによれば、調査年度は明示されていないもののフランス国内で飼育されている牛の種類のうち、9.6%がノルマン種であるという。

## 乳のスペック
乳は「高脂肪・高タンパク質」と評される。前掲の森永乳業によるレポートより、フランスでもっとも飼育件数の多いプリム・ホルスタイン種との比較用に乳のスペックを引用する。
| スペック項目       | ノルマン種 | プリム・ホルスタイン種 |
| ------------------ | ---------- | ---------------------- |
| 搾乳日数（日）     | 322        | 352                    |
| 乳量(㎏)           | 6,546      | 9,411                  |
| 乳タンパク質率 (%) | 3.48       | 3.20                   |
| 乳脂肪率 (%)       | 4.25       | 3.93                   |

- 出典：森永乳業によるレポート[9]